# Centro de Vuelos Experimentales Atlas

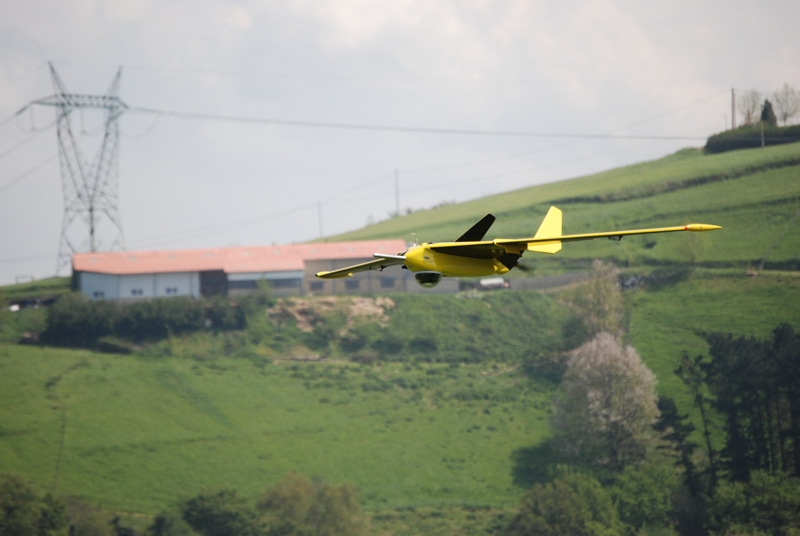
Fulmar, fabricado por Aerovisión, durante un vuelo de reconocimiento.

El Centro de Vuelos Experimentales Atlas es un centro de experimentación y ensayo con aviones no tripulados (drones) de bajo tonelaje (hasta 500 kg) ubicado en Villacarrillo (Jaén, España). Es complementario al Centro para Ensayos, Entrenamiento y Montaje de Aeronaves no Tripuladas (C.E.U.S.) de gran tonelaje (hasta 15.000 kg) situado en Moguer.
Tiene una pista principal de aterrizaje y despegue de 600 metros de longitud y una auxiliar de hierba de 400 m, una plataforma de espera y calle de rodaje para acceso a las pistas, una zona especial de aterrizaje para pequeños helicópteros y un edificio técnico de tres plantas para la planificación y el seguimiento de las misiones. Además, cuenta con varios hangares independientes con talleres de mantenimiento y reparación y otras instalaciones para el soporte logístico-técnico del centro, así como una reserva de espacio aéreo segregado con una extensión aproximada de más de mil metros cuadrados.
Ha sido desarrollado por la Consejería de Economía, Innovación, Ciencia y Empleo de la Junta de Andalucía, a través del Centro Avanzado de Tecnologías Aeroespaciales (CATEC) y la Fundación Andaluza para el Desarrollo Aeroespacial (FADA), con una inversión de 4,5 millones de euros cofinanciados con fondos del Programas Operativo FEDER.